# (4627) Pinomogavero
(4627) Pinomogavero est un astéroïde de la ceinture principale.

## Description
(4627) Pinomogavero est un astéroïde de la ceinture principale. Il fut découvert le 5 septembre 1985 à La Silla par Henri Debehogne. Il présente une orbite caractérisée par un demi-grand axe de 2,92 UA, une excentricité de 0,06 et une inclinaison de 3,3° par rapport à l'écliptique.

## Compléments